# Żabieniec (Łódź)
Żabieniec – osiedle w Łodzi położone w dzielnicy Bałuty. Dawna wieś, przyłączona do miasta w 1946.Znajduje się tu dworzec kolejowy Łódź Żabieniec.

## Historia
Żabieniec założono w 1793 roku jako osadę olęderską, która na przełomie  XVIII i XIX wieku była znana z hutnictwa szkła. Według danych z 1822 roku był wsią prywatną, liczącą 58 domów i 509 mieszkańców, przynależącą do parafii w Łodzi. W tych czasach działała w Żabieńcu także szkoła elementarna. Mieszkańcy poza rolnictwem zajmowali się także rzemiosłem oraz pracą w przemyśle. Rozwój osiedla rozpoczął się wraz z zapotrzebowaniem na materiały budowlane dla ogólnej rozbudowy Łodzi w drugiej połowie XIX oraz początkach XX wieku, gdy na tym obszarze utworzono pięć cegielni. 
Od 1867 w gminie Radogoszcz w powiecie łódzkim. W latach 70. XIX wieku rozpoczęło się z kierunku szosy aleksandrowskiej wkraczanie na ówczesne obszary Żabieńca zabudowy wielkiej Łodzi, jednakże źródła z 1894 roku wskazują, iż na Żabieńcu znajdowało się tylko 7,32% wszystkich zabudowań na terenie ówczesnej gminy Radogoszcz, w skład której wchodziły także Bałuty. W 1915 roku 321 mórg ze wsi Żabieniec zostało włączonych przez okupacyjne władze niemieckie w granice Łodzi.
W okresie międzywojennym należał do powiatu łódzkiego w woj. łódzkim. W 1921 roku liczba mieszkańców wynosiła 379. 1 września 1933 utworzono gromadę (sołectwo) Żabieniec w granicach gminy Radogoszcz, składającej się z samej wsi Żabieniec. Podczas II wojny światowej włączony do III Rzeszy.
Po wojnie Żabieniec powrócił na krótko do powiatu łódzkiego woj. łódzkim, lecz już 13 lutego 1946 włączono go wraz z całą gminą Radogoszcz do Łodzi.